# Polygala velata
Polygala velata är en jungfrulinsväxtart som beskrevs av Joseph Blake. Polygala velata ingår i släktet jungfrulinssläktet, och familjen jungfrulinsväxter. Inga underarter finns listade i Catalogue of Life.